# Viola congesta
Viola congesta är en violväxtart som beskrevs av John Gillies, William Jackson Hooker och Arn.. Viola congesta ingår i släktet violer, och familjen violväxter. Inga underarter finns listade i Catalogue of Life.